# Macropis tibialis
Macropis tibialis là một loài ong trong họ Melittidae. Loài này được Yasumatsu & Hirashima miêu tả khoa học đầu tiên năm 1956.